# Queen's Club Championships 1982
I Queen's Club Championships 1982 (conosciuti pure come Stella Artois Championships per motivi di sponsorizzazione) sono stati un torneo di tennis giocato sull'erba. È stata l'89ª edizione dei Queen's Club Championships e faceva parte del Volvo Grand Prix 1982. Si è giocato al Queen's Club di Londra in Inghilterra, dal 7 al 13 giugno 1982.

## Campioni

### Singolare
Jimmy Connors ha battuto in finale  John McEnroe con il punteggio di 7–5, 6–3.

### Doppio
John McEnroe /  Peter Rennert hanno battuto in finale  Victor Amaya /  Hank Pfister con il punteggio di 7–6, 7–5.